# Kuwajk
Kuwajk (arab. ‏قويق‎ [quˈwajq], fr. Qouweiq, stgr. Βήλος, łac. Belus), historycznie Halus – największa rzeka w zlewni bezodpływowego jeziora Mamlahat al-Dżabbul, mająca swe źródła w południowo-wschodnim rejonie gór Taurus. Położona na terytorium Turcji (47 km), gdzie znajduje się jej źródło, oraz Syrii (155 km) gdzie ma ujście. Głównym ośrodkiem miejskim przez który przepływa jest Aleppo. W starożytności leżał nad nim Chalkis.   
Miejscowo rozlewa się tworząc żyzne doliny, rolniczo wykorzystywane głównie do uprawy pszenicy, kukurydzy, drzew owocowych, warzyw oraz bawełny. Ponadto wody rzeki są źródłem dla licznych jej ujęć, po obu stronach granicy syryjsko-tureckiej.     
Użytkowanie wody rzecznej zostało uregulowane w umowach międzynarodowych. W Traktacie z Ankary z 1921 zawartego między Turcją a Francją (której przypadł mandat Syrii i Libanu) przyznano znaczne przywileje drugiej ze stron, zezwalał on Francji m.in. na kierowanie części wody z Eufratu do Kuwajku jeszcze na terytorium Turcji. Ponownie oba te kraje uregulowały użytkowanie wód rzecznych w Konwencji o przyjaznej i dobrosąsiedzkiej współpracy z 1926, wedle której obie strony mają już równe prawa do jej eksploatacji.     
W trakcie bitwy o Aleppo, w okresie od stycznia do marca 2013, z rzeki w obrębie tego miasta wyłowiono ciała 147 ofiar wojny – mężczyzn w wieku od 11 do 64 lat.